# 上里登
上里登（德語：Oberrieden）是瑞士联邦苏黎世州豪尔根区的市镇。该市镇面积为2.76平方千米，海拔高度460米，2018年12月31日人口数为5,083。